# Acrion
Acrion était un philosophe pythagoricien qui venait de Locri. Il est mentionné par Valerius Maximus sous le nom d'Arion. Selon William Smith, Arion est une mauvaise lecture d'Acrion. Par ailleurs, il est rapporté qu'il a initié Platon au pythagorisme avec Échérate et Timée.